# Cartoon Network (Reino Unido e Irlanda)
Cartoon Network (Reino Unido e Irlanda) (abreviado CN UK) é um canal de televisão por assinatura britânico e irlandês pertencente a Turner Broadcasting System Europa (subsidiária da Warner Bros.), que é parte do Cartoon Network, que é usado principalmente para transmitir programas animadas para crianças e adolescentes.
Programa do Cartoon Network Reino Unido e Irlanda lançou a primeira versão de estação dirigida igual aos europeus em 17 de setembro de 1993.
Este canal dá aos desenhos animados clássicos do estúdio Hanna-Barbera e Warner Bros. e produções próprias do Cartoon Network Studios e agora em Teletoon.
Inicialmente, a versão britânica e irlandesa do Cartoon Network foi transmitido 6:00-21:00 com canal de filmes TNT, mais tarde TCM. Na década de 90 do século XX, também estava disponível na Polônia como um canal codificado no satélite Astra 1C (19.2 ° E) e redes de cabo. Hoje, o canal transmite 24 horas e está disponível na plataforma digital Sky Digital no Reino Unido.
Em 2013, foi criado um novo bloco chamado A Vida de CN, qual é spin-off da Cartoon Network e versão Llego da Vida Real em português.

## Programação
- Adventure Time[1]
- The Adventures of Daredevil and Black Panther
- The Amazing World of Gumball[1][2]
- Ben 10 (2016)[3]
- Clarence[1]
- Johnny Test[2]
- Lego Ninjago: Masters of Spinjitzu[4]
- Make, Shake & Jake
- Mixels[5]
- Regular Show[1]
- Steven Universe[1][2]
- Teen Titans Go![1][2]
- Transformers: Robots in Disguise[6]
- Uncle Grandpa[1][2]
- We Bare Bears[7]